# La patrulla perdida
La patrulla perdida —cuyo título original en inglés es The Lost Patrol— es una película estadounidense del género bélico dirigida en 1934 por John Ford, producida por RKO Pictures y protagonizada por Victor McLaglen, Boris Karloff y Wallace Ford. El guion fue de Dudley Nichols y Garret Fort a partir de la novela Patrol de Philip MacDonald, y la música fue creada por Max Steiner. Fue una producción de bajo presupuesto bien recibida por la crítica y el público en su momento, si bien, con el transcurso del tiempo, ha sido objeto de valoraciones contrapuestas.

## Sinopsis
Durante la Gran Guerra, una patrulla británica recorre a caballo el desierto de Mesopotamia. Un disparo de un tirador oculto acaba con la vida del oficial al mando. Este era el único que conocía las órdenes. El sargento (Victor McLaglen) toma el mando y adopta las decisiones que su experiencia le dicta, conduciendo a sus hombres al pobre refugio que proporciona un oasis con una mezquita en ruinas. Los hombres van cayendo uno a uno a manos de los ocultos adversarios, y el temor se va apoderando de los supervivientes. Cuando quedan pocos con vida, un avión británico sobrevuela a los esperanzados soldados. Sin embargo, para su desesperación, el piloto aterriza en un lugar próximo y camina despreocupado hacia ellos, por lo que es también abatido por el enemigo. Finalmente, cuando solo queda con vida el sargento, los árabes se muestran confiados y este les aniquila con ayuda de la ametralladora del avión. Una patrulla británica acude al rescate del único superviviente.

## Producción
Durante los años 1930, la productora RKO Pictures pudo competir con los grandes estudios debido a que poseía una gran cadena nacional de salas de exhibición. A consecuencia de la presión con la que trabajaban sus productores, que no solían durar más de dos años en el puesto, era capaz de realizar tanto excelentes como pésimas películas. En noviembre de 1931, David O. Selznick se incorporó a RKO como jefe de producción e introdujo cambios que llevarían a la firma a conocer sus mejores años. Al poco, promovió como productor asociado a Merian C. Cooper, quien le acabaría sustituyendo con el tiempo.

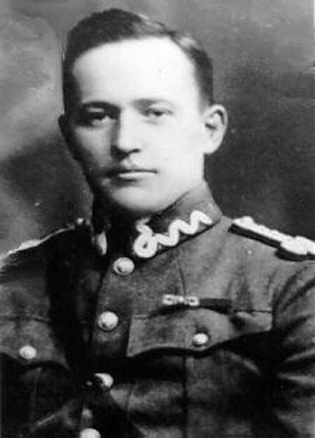
El pasado militar de Merian C. Cooper —en la foto con uniforme polaco— facilitó el trato con Ford.

Cooper fue uno de los profesionales del mundo del cine con un pasado más pintoresco. Siendo joven, se alistó en el Ejército y tomó parte en la campaña contra Pancho Villa. Posteriormente, participó como aviador en la Gran Guerra, y luego combatió contra el Ejército Rojo hasta ser hecho prisionero. Tras ser condenado a muerte, consiguió huir y regresar a Estados Unidos. Se incorporó al mundo del cine rodando prestigiosos documentales, hasta unirse a RKO a las órdenes de Selznick. En 1933 produjo y dirigió King Kong.
Poco antes de ascender al puesto de jefe de producción de RKO, Cooper vio en casa de un amigo Hombres sin miedo (Air Mail, 1932). A pesar de la mala opinión que su anfitrión tenía de la película, Cooper no olvidó al director y una de las primeras cosas que hizo al ocupar el puesto de Selznick fue ordenar que llamaran a John Ford. Una vez reunidos, le propuso que eligiera dos historias de entre las varias que RKO tenía disponibles. Ford escogió las que luego darían lugar a La patrulla perdida y El delator. Este fue el inicio de una asociación que resultaría muy importante en la vida de ambos cineastas.
El pasado aventurero de Cooper hizo que Ford le respetara considerablemente. Por su parte, el productor aguantó como nadie las excentricidades y la afición a la bebida del director. Apreciaba su talento y le permitió trabajar con libertad mientras controlaba los detalles de producción. Esto permitió que Ford se sintiera tranquilo y no recurriera a sus tradicionales actos de rebelión o sabotaje. Incluso sus problemas con el alcohol —que habían amenazado su carrera poco antes— fueron más manejables a partir de entonces.
Ford se comprometió con RKO a realizar cuatro filmes, de los que La patrulla perdida fue el primero. Para esta primera apuesta, Cooper solo pudo ofrecerle un presupuesto de 227 703 dólares, ya que la productora no tenía demasiada confianza en una historia sin mujeres ni amor. El coste final de la cinta ascendió a 254 000 dólares. En cuanto a los honorarios del director, fueron igualmente bajos: $15 000 por esta película y la siguiente, complementados por un 12,50% de los eventuales beneficios una vez que el filme hubiera ganado el doble de su coste inicial.

## Guion

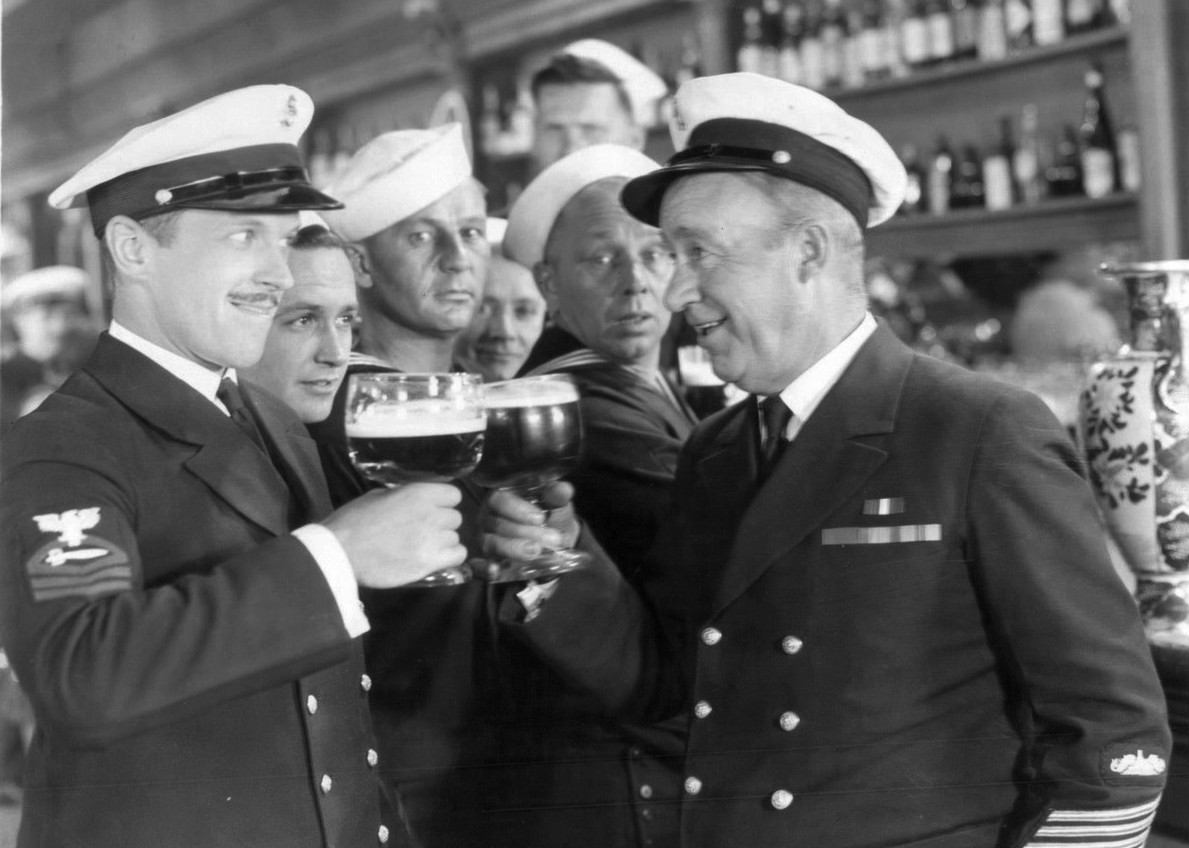
El guionista Dudley Nichols ya había colaborado con Ford en Tragedia submarina, otro filme bélico de ambiente claustrofóbico.

En los primeros años treinta, y conforme la situación en Europa se hacía más inestable, el cine de Hollywood se alejaba de las películas bélicas y giraba hacia el musical y la comedia. De hecho, 1934 fue el año de It Happened One Night, de Frank Capra, y La alegre divorciada, de Mark Sandrich. Pero La patrulla perdida modificó el tradicional cine bélico al potenciar el drama psicológico, ambientarse en un lugar exótico y sustituir al tradicional enemigo alemán por el árabe.
El guion adaptó la novela Patrol, de Philip McDonald, que ya había sido trasladada previamente al cine en el Reino Unido en 1929 con el título de Lost Patrol y protagonizada por Cyril McLaglen, hermano de Victor. Se trataba de un relato de tono claustrofóbico que narraba la peripecia de once soldados británicos asediados por un grupo de casi invisibles árabes en el desierto de Mesopotamia durante la Gran Guerra. Puesto que pocos días antes del inicio del rodaje Ford no contaba todavía con un guion completo, reclamó a Dudley Nichols, con quien había colaborado anteriormente en otras películas. Nichols era un periodista y escritor de cuentos que se había establecido en Hollywood. Obtuvo un permiso de la Fox y elaboró un nuevo guion completo trabajando con Ford durante ocho días a puerta cerrada.
Se suele atribuir esa teatralidad claustrofóbica del grupo aislado y en tensión —que la crítica de la época valoró muy positivamente— a la presencia de Nichols en el guion, como ya había sucedido en Tragedia submarina (Men Without Women, 1930). Sin embargo, Ford había elegido la historia antes de llamar a Nichols; y la ya mencionada Hombres sin miedo tenía similares características a pesar de no haber intervenido el mismo guionista.

## El rodaje
La película fue filmada en el desierto de Yuma de Arizona en veintitrés días, dos más de los programados. Las condiciones fueron difíciles debido a las altas temperaturas, las tormentas de arena y lo inhóspito del paraje, circunstancias que provocaron desmayos en personas y fallos en la maquinaria. El primer día se rompió el equipo de sonido y solo se pudo rodar una escena; el segundo día hubo una tormenta de arena; el tercer día, otra tormenta interrumpió el rodaje a las 9:45 horas. Para compensar el retraso, se trabajó en días festivos. Para evitar el problema con el equipo de sonido, hubo que rodar numerosas escenas sin él y añadirlo posteriormente en el proceso de edición.
Buttercup Valley ya había ofrecido localizaciones para el rodaje de Beau Geste en 1926. Allí se creó el escenario que incluía una mezquita abandonada y unas cincuenta palmeras falsas al que los miembros del equipo denominaron «el callejón de Abdullah». Técnicos y artistas se levantaban sobre las 4:30 horas, desayunaban a las 5:00, visitaban las duchas y letrinas para prepararse para el día y se reunían con Ford a las 6:30. Después, se trabajaba hasta las 11:00 horas. En ese momento se hacía un descanso de tres horas para evitar lo más caluroso del día. Cuando el productor Cliff Reid le pidió al director que redujese ese largo descanso a media hora, Ford rehusó con el argumento de que no quería dirigir un equipo de gente enferma. Paradójicamente, fue el propio Reid quien acabó sufriendo de insolación.
El calor también influyó en el ánimo de los trabajadores. Un día, Wallace Ford golpeó a un cocinero por negarse a servir a un trabajador negro. Otro incidente tuvo lugar al rodar la secuencia en la que el sargento aniquila a los árabes con la ametralladora del avión. Frank Baker interpretaba a uno de los árabes y sabía que Victor McLaglen —que manejaba el arma— estaba completamente borracho. Puesto que Ford se vanagloriaba de utilizar siempre munición real en sus rodajes, Baker montó en cólera cuando vio que las balas caían cerca de él y se abalanzó sobre el actor. La situación se solventó cuando se percató de que las balas procedían de una segunda ametralladora manejada por un tirador experto, y no de la que empuñaba McLaglen.
El mismo Baker tuvo un duro encuentro con el jefe cuando una noche, en la cantina, leía un titular periodístico. Al leer el texto, oyó como Ford, situado a sus espaldas, le contradecía. La discusión subió de tono hasta que Baker derribó al director de un puñetazo. Tras ello, se acostó seguro de estar despedido. Sin embargo, Ford se acercó hasta su tienda con una botella y dos vasos buscando la reconciliación. Esta fue oficializada a continuación por ambos en la cantina.
Durante el rodaje tuvo lugar un hecho que define bien el tipo de relación que Ford tenía con los productores. Uno de los días, sobre las 17:30 horas, estaba todo preparado para el rodaje de una secuencia cuando un avión sobrevoló la zona y espantó a los caballos. La arena quedó marcada por las pisadas de los animales y no quedaban suficientes horas de luz para volver a preparar la toma, lo que malogró muchas horas de trabajo previo. El avión traía al productor Cliff Reid, quien durante días había estado apremiando a Ford por telegrama para que recuperara el tiempo perdido. Reid representaba para Ford la cara opuesta de Merian C. Cooper, y el director no desperdició ocasión para dejarlo en ridículo o ningunearlo.
Mientras se rodaba la película, Cooper tuvo problemas de salud que le obligaron finalmente a abandonar su cargo en RKO, siendo reemplazado por Pandro S. Berman. Este cambio no afectó a Ford, quien tenía firmado un contrato con la productora y volvería a trabajar en futuras ocasiones con Cooper.

## Dirección
A pesar de la poca confianza de la productora, Ford estaba tan interesado en la historia que accedió a rodar la película a cambio de un porcentaje en las hipotéticas ganancias. El filme se muestra tributario del movimiento del Kammerspiel, y presenta un elemento natural —el desierto— como personaje del drama.
Ford dio al filme un tono sobrio y discreto que progresa lentamente a partir de su escueta premisa argumental. La secuencia inicial ya revela la desnudez de la película: un plano general muestra a un oficial británico que detiene su caballo para observar el horizonte, suena un disparo y el militar se desploma; se aproximan el sargento y otro soldado y asumen la inevitabilidad de la ley del desierto. A partir de ese momento, los soldados quedan perdidos. Faltos de mando, carecen de capacidad para combatir, desconocen su objetivo y cuestionan su propia función en una guerra que se libra lejos de sus hogares. Se ha dicho que La patrulla perdida es un filme sobre la falta de liderazgo. Privada de su comandante desde el inicio, la patrulla se pierde. El sargento carece de la visión que debe tener un oficial y toma decisiones que cuestan la vida de algunos de sus hombres. Muchos de ellos acaban muriendo por ser víctimas de arrebatos que les hacen correr hacia el desierto. Contrariamente a lo esperable, Ford no acentúa la claustrofobia del reducido grupo recurriendo a primeros planos; por el contrario, sitúa a sus personajes en el paisaje natural del desierto, sobrecogedoramente inmóvil. En ausencia de unos enemigos a los que nunca se ve, es el desierto el enemigo implacable.

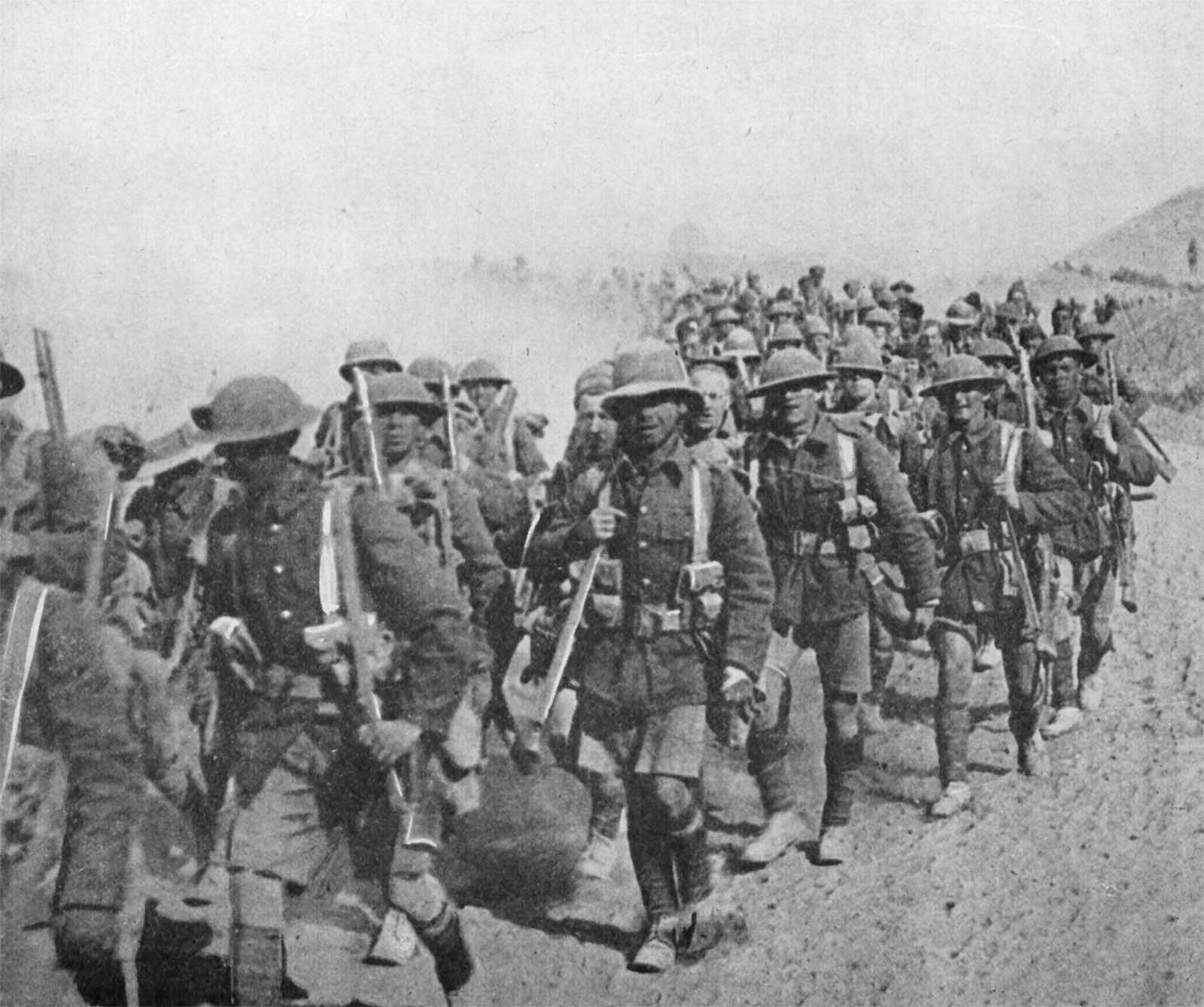
Soldados británicos similares a los que aparecen en el filme marchando por el desierto de Mesopotamia en 1917

Los protagonistas son presentados como arquetipos descritos con pequeñas pinceladas: el joven inexperto que bebe agua a escondidas, el veterano que tranquiliza a su caballo, el soldado que dice creer más en el valor del borracho que en la borrachera del valiente, el fanático que lee la Biblia hasta perder la razón... No hay apenas desarrollo de sus conflictos interiores. Es el primer filme de Ford en el que se aprecia su costumbre de escribir pequeñas biografías de los personajes, con sus opiniones y gustos, para luego desperdigar detalles de ellas en el curso del relato.
Reveladora del absurdo de la guerra es la secuencia en la que el aviador británico aterriza cerca del refugio y se aproxima tranquilamente a los desesperados soldados que intentan avisarle del peligro. El enemigo no perdona y el piloto que poco antes parecía la salvación es también abatido por los disparos.
Aunque perteneciente al género bélico, La patrulla perdida carece de las características del mismo. No hay batallas, trincheras ni aun sangre; el enemigo es prácticamente invisible. No hay acción y la violencia es presentada mediante elipsis, pero ese ritmo pausado resulta inquietante. Aunque Ford dijo que era un estudio de personajes, lo cierto es que estos apenas están esbozados. La amenaza fantasmagórica del enemigo árabe hace que los soldados se apiñen en torno a su jefe intentando sobrevivir. El protagonismo es del grupo, que intenta superar una situación extrema actuando como tal. De hecho, esa invisibilidad del enemigo es la que ha hecho que el filme sea comparado con una película de terror por su énfasis en el temor a lo desconocido. El resultado es una película firme, sobria y de ritmo lento, características a las que el espectador no está acostumbrado.
La secuencia final es una de las más celebradas. Un plano corto muestra al sargento mirando al último de los árabes a los que ha matado; una leve panorámica a la derecha muestra a una nueva patrulla británica que llega atraída por el humo del avión incendiado; el oficial al mando pregunta al sargento por sus hombres en un diálogo filmado en plano/contraplano; el sargento mira a la cámara y se muestra un plano general de las tumbas de arena con los resplandecientes sables a modo de lápidas; tras un fundido, se ve a la patrulla alejarse por la arena.
La patrulla perdida ha sido comparada con una película anterior de Ford ambientada igualmente en la Primera Guerra Mundial: Cuatro hijos (Four Sons, 1928). Aunque las dos fueron éxitos de crítica y público, y ambas comparten el telón de fondo del mismo conflicto bélico, tienen importantes diferencias. Mientras la más antigua es una reflexión muy típica en Ford acerca de la importancia del núcleo familiar tradicional, la posterior muestra a un grupo de hombres unidos por el azar de la guerra que pierden su razón de ser como grupo desde el mismo principio del filme al perder a su líder. La angustia se apodera de ellos al ser acosados por un enemigo invisible y ni siquiera la religión —representada aquí por un demente— constituye un consuelo. Sin embargo, ambos filmes son totalmente fordianos a pesar de sus diferencias.

## Intérpretes

### Victor McLaglen
El sargento —cuyo nombre no se menciona en ningún momento durante la película— es la pieza central del grupo, cohesionando a sus hombres. Inicialmente se pensó que el papel protagonista lo interpretara Richard Dix, pero fue finalmente adjudicado a Victor McLaglen un día antes de que el equipo partiera hacia Yuma. McLaglen ya había trabajado previamente en otros cinco filmes de Ford. Casualmente, en la anterior versión de la novela realizada en el Reino Unido, el mismo papel había sido interpretado por su hermano Cyril. Además, el propio Victor había servido en el Ejército británico en Mesopotamia durante la Gran Guerra.

### Boris Karloff

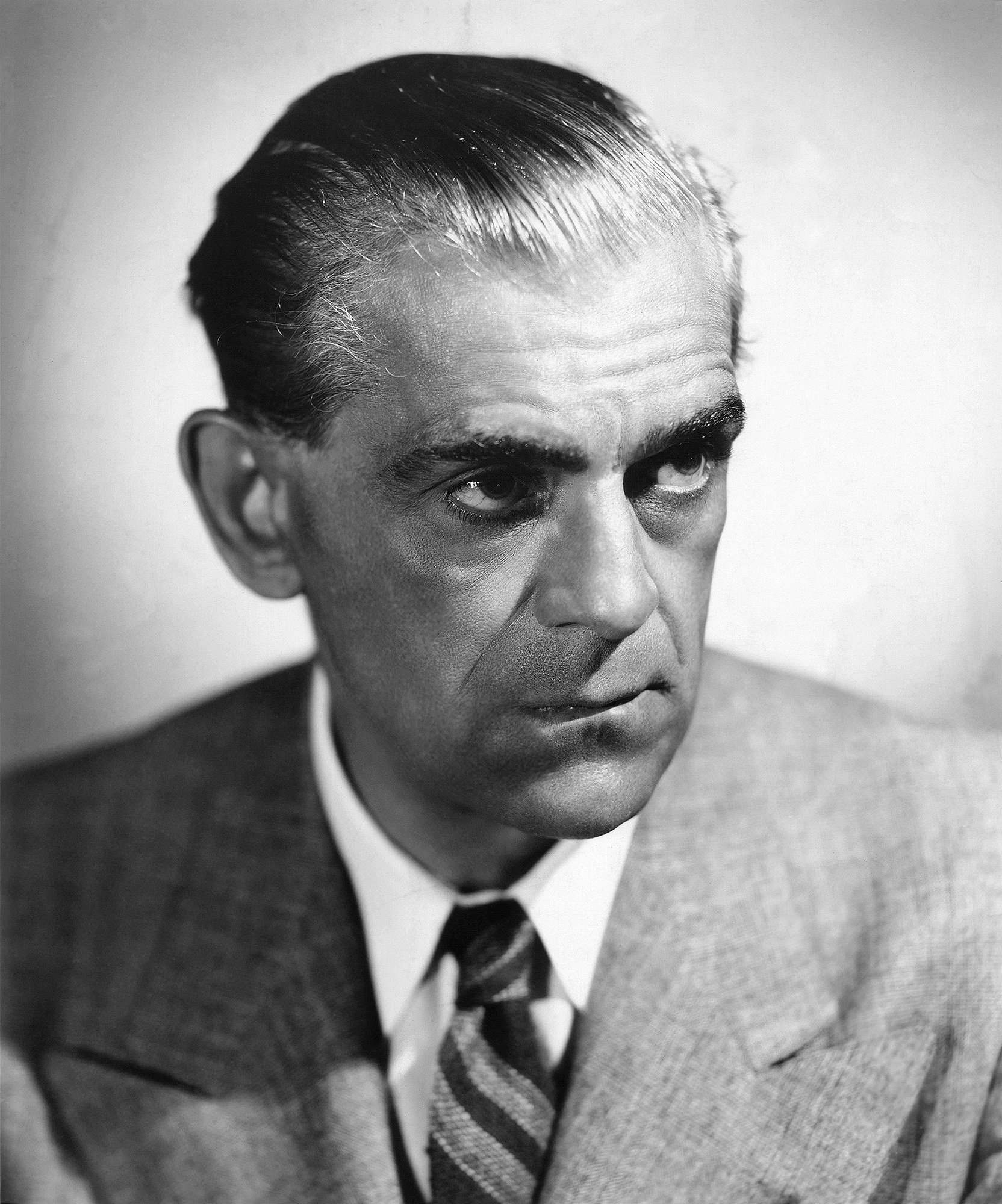
La actuación de Boris Karloff fue muy discutida desde el principio

El célebre actor de películas de terror Boris Karloff apareció en segundo lugar en los créditos del filme interpretando al soldado Sanders, un lunático y fanático religioso. El británico cobró un salario de 4000 dólares por semana y quedó muy satisfecho de la experiencia de trabajar con Ford y su equipo, aunque tuvo muchas dudas acerca de la calidad de su interpretación. De hecho, la crítica ha sido dura con la actuación de Karloff. Su plasmación de la evolución de Sanders hasta la completa locura, que culmina caminando con una cruz hacia la muerte, fue mal considerada ya en su momento. The New York Times dijo que la película estaba muy bien interpretada «con la excepción de Boris Karloff». Aunque predomina la valoración negativa, hay también quienes consideran que realizó una valiosa interpretación expresionista que aporta el necesario contrapunto a la serena interpretación del resto del reparto, haciendo ver que el enemigo está también dentro del propio grupo. En cualquier caso, el actor siempre se sintió orgulloso de esta única colaboración con Ford.

### Otros actores
El resto de los actores recibieron buenas críticas generalizadas por los arquetipos que encarnaron. El también británico Wallace Ford interpretó a Morelli, un locuaz soldado antiguo intérprete de music hall; la misma nacionalidad tenía Reginald Denny, quien encarnó a George «Topper» Brown, un militar aficionado a las mujeres, los caballos y la bebida; el irlandés J.M. Kerrigan desempeñó el rol de su compatriota Quincannon; el actor australiano Billy Bevan realizó el papel de Hale, un alegre cockney; el canadiense Douglas Walton fue Pearson, un joven emocionado por sueños de gloria; Sammy Stein interpretó al exboxeador Abelson; Paul Hanson, al escocés Mackay; hay también dos antiguos sargentos mayores degradados por emborracharse y pelear encarnados por el estadounidense Alan Hale, Sr. y el inglés Brandon Hurst.

## Música
Ford no quería música para la película, pero a la RKO le preocupaba la excesivamente deprimente temática del filme e impuso la presencia de Max Steiner para que su banda sonora intensificara los efectos dramáticos. Steiner creó un poema sinfónico en miniatura mezclando temas ya conocidos con diversos motivos musicales para cada uno de los personajes. La patrulla cuenta con una marcha militar y los invisibles árabes con una siniestra melodía oriental. La música incluye coros sin letra que cantan cuando el viento sopla de noche en el oasis. Finalmente, los temas de los personajes fallecidos se entrelazan con el «Dios salve al Rey», la patrulla de rescate llegará al son del «Rule, Britannia!» y «Last Post» suena cuando aparecen las tumbas de los caídos marcadas con sus sables. Steiner utilizó una «técnica disneyana» en la que cada emoción tiene su reflejo musical, técnica que se revalorizó con el éxito de la banda sonora. El compositor contaría más tarde que Merian C. Cooper quería que él pintara a aquellos árabes con su música.
El 15 de febrero de 1934, la emisora KNX de Los Ángeles retransmitió una versión de una hora de duración de la composición de Steiner. Era la primera vez en la historia del cine que una composición musical cinematográfica era emitida por radio. La partitura le valió a Steiner una nominación para el Óscar a la mejor banda sonora en la edición de 1934. Desafortunadamente para él, compitió consigo mismo por su dirección del departamento musical en La alegre divorciada y fue derrotado por Una noche de amor. No obstante, hay críticos que consideran su trabajo en La patrulla perdida algo excesivo.

## Recepción y valoraciones
La patrulla perdida fue uno de los grandes éxitos de RKO en 1934; una de las películas más rentables del año al proporcionarle a la productora más de 80 000 dólares de beneficios. A pesar de lo caótico de los procesos de escritura del guion y de rodaje, el resultado confirmó a Cooper su acierto al haber confiado en Ford. Los ingresos se incrementaron con los reestrenos efectuados por la productora en 1949 y 1954. Por su parte, el director también atinó al aceptar cobrar un porcentaje de las ganancias, pues para 1951 había ganado ya más de 45 000 dólares por la película.

The New York Times incluyó la película en su lista de las diez mejores del año

Las críticas fueron buenas en su momento. El National Board of Review y The New York Times la incluyeron en sus respectivas listas de las diez mejores películas del año. El New York News dijo que estaba magistralmente dirigida por Ford. Fue la obra que permitió a Ford conquistar a la crítica y forjarse un prestigio internacional. Además, el compositor Max Steiner fue candidato al Óscar a la mejor banda sonora. Sin embargo, la austeridad de su planteamiento hizo que solo fuera considerada como una película bélica muy rentable. Aunque el transcurso del tiempo ha hecho que muchos críticos la perciban como una película algo sobreactuada, en su momento fue percibida como un serio filme de aventuras que implantó una nueva forma de hacer las cosas, más centrada en los personajes que en la acción.
Con el transcurso de los años, el filme ha generado controversia en la crítica. El francés Jean Mitry piensa que la película carece de dramatismo, pues cuando la cámara se centra en uno de los soldados, este muere invariablemente en la secuencia siguiente. La misma opinión tiene el estadounidense Tag Gallagher. Sin embargo, la española Ruth Gutiérrez considera que es precisamente esa sucesión de muertes de los soldados la que provoca el dramatismo y la tragedia. Opina que Ford presenta personas corrientes con las que el público puede identificarse. El también español Quim Casas cree que se trata de una «magnífica película» y que es superior a El delator, aunque este fue el filme de Ford más prestigioso en esa época.
No obstante, la película no ha sido totalmente olvidada por los expertos. En una votación organizada por la revista española Nickel Odeon en 2002 para elegir las mejores películas de la extensa carrera de John Ford, en la que participaron noventa y un críticos, obtuvo siete votos y quedó en vigésimo sexto lugar. En otra votación similar organizada en 2008 por Dirigido por... con la colaboración de treinta y ocho críticos, obtuvo cuatro votos.
El éxito de la película animó a RKO a producir una nueva película dirigida por Ford, El delator, que elevaría las carreras tanto del director como del actor Victor McLaglen.

### Premios
7.ª edición de los Premios Óscar
| Premio       | Candidato   | Resultado |
| ------------ | ----------- | --------- |
| Mejor música | Max Steiner | Nominado  |

National Board of Review
| Reconocimiento              | Candidata           | Resultado |
| --------------------------- | ------------------- | --------- |
| Diez mejores filmes del año | La patrulla perdida | Incluida  |

## Remakes
Posteriormente se han realizado diversas nuevas versiones de la misma historia trasladando la ambientación a diferentes lugares y épocas. La primera fue la película soviética de 1936 Los trece, dirigida por Mijaíl Romm, que trasladó el argumento a la Rusia revolucionaria de 1920. En 1939 la misma RKO produjo Bad Lands, un western dirigido por Lew Landers con apaches en lugar de árabes.
Ya durante la Segunda Guerra Mundial se rodaron varias películas pertenecientes al género bélico. En 1942 se estrenó Manila Calling, que es una variación de La patrulla perdida como ya señaló por entonces The New York Times en su reseña. Al año siguiente se realizó Sahara, dirigida por Zoltan Korda y protagonizada por Humphrey Bogart, directamente inspirada en Los trece y también ambientada en el nuevo conflicto bélico y en otro escenario desértico. Del mismo año 1943 es Bataan, dirigida por Tay Garnett, protagonizada por Robert Taylor y ambientada en el escenario de Filipinas, película que sentó en su momento las nuevas bases del género.
De 1953 es el western Los últimos comanches, dirigido por André de Toth y protagonizado por Broderick Crawford, que fue planteado como una nueva versión de Sahara.